# Понтинуси
Понтинусите (Pontinus) са род актиноптери от семейство Скорпенови (Scorpaenidae).
Таксонът е описан за пръв път от Фелипе Поей през 1860 година.

## Видове
- Pontinus accraensis
- Pontinus castor
- Pontinus clemensi
- Pontinus corallinus
- Pontinus furcirhinus
- Pontinus helena
- Pontinus kuhlii
- Pontinus leda
- Pontinus longispinis
- Pontinus macrocephalus
- Pontinus nematophthalmus
- Pontinus nigerimum
- Pontinus nigropunctatus
- Pontinus rathbuni
- Pontinus rhodochrous
- Pontinus sierra
- Pontinus strigatus
- Pontinus tentacularis
- Pontinus vaughani